# 皮尼奧斯阿爾托斯 (新墨西哥州)
皮尼奧斯阿爾托斯（英語：Pinos Altos）是位於美國新墨西哥州格蘭特縣的普查規定居民點。

## 人口
根據2020年美國人口普查的數據，皮尼奧斯阿爾托斯的面積為1.96平方千米，皆為陸地。當地共有人口225人，而人口密度為每平方千米114.8人。